# Tăbucești
Tăbucești – wieś w Rumunii, w okręgu Vrancea, w gminie Boghești. W 2011 roku liczyła 92
mieszkańców.